# Boimorto (ort)
Boimorto är en ort i Spanien.   Den ligger i provinsen Provincia da Coruña och regionen Galicien, i den nordvästra delen av landet, 500 km nordväst om huvudstaden Madrid. Boimorto ligger 482 meter över havet och antalet invånare är 2 470.
Terrängen runt Boimorto är platt åt nordväst, men åt sydost är den kuperad. Terrängen runt Boimorto sluttar västerut. Runt Boimorto är det ganska tätbefolkat, med 70 invånare per kvadratkilometer. Närmaste större samhälle är Arzúa, 7,5 km söder om Boimorto. Omgivningarna runt Boimorto är en mosaik av jordbruksmark och naturlig växtlighet.